# Sunnegga
Sunnegga är en bergstopp i Schweiz.   Den ligger i distriktet Visp och kantonen Valais, i den södra delen av landet, 110 km söder om huvudstaden Bern. Toppen på Sunnegga är 2 288 meter över havet.
Terrängen runt Sunnegga är huvudsakligen mycket bergig. Närmaste större samhälle är Zermatt, 1,7 km väster om Sunnegga. 
Trakten runt Sunnegga är permanent täckt av is och snö. Trakten runt Sunnegga är nära nog obefolkad, med mindre än två invånare per kvadratkilometer.